# Pont-rails de Sart-Bernard
Le pont-rails de Sart-Bernard est un pont ferroviaire de la ligne de chemin de fer Namur-Luxembourg enjambant la N4. Il est situé à Sart-Bernard.